# Partido Encuentro Nacional
El Partido Encuentro Nacional (PEN) es un partido político paraguayo. En sus primeros años, fue abiertamente de tendencia socialdemócrata y actualmente progresista. 
Para las elecciones presidenciales del 20 de abril del 2008, el PEN apoyó la candidatura de Fernando Lugo. 
Actualmente integra la Alianza Encuentro Nacional que presenta candidaturas legislativas para las elecciones generales de Paraguay de 2023.

## Ideología
El Partido Encuentro Nacional (PEN) trabaja para la construcción de un Estado social y democrático de derecho, y para el desarrollo económico social y cultural de todos los paraguayos. Estructuralmente se define de centroizquierda.

## Historia

### 1991-2008
Fue fundado primeramente como Movimiento Encuentro Nacional en 1991 por Guillermo Caballero Vargas con el objetivo de: 

'«ofrecer al país los mejores hombres, y mujeres, los y las más capacitadas, honesto y honestas, los que realmente quieren construir una república basada en la Justicia Social y en el Estado de Derecho».

En las elecciones generales de 1993, se presentó este movimiento con la fórmula Guillermo Caballero Vargas-María Victoria Brusquetti, en alianza con el Partido Revolucionario Febrerista, el movimiento Asunción para Todos, y el Partido Demócrata Cristiano. 
Esta coalición obtuvo 23,14% de los votos para presidente, y el 17,30% para senadores, logrando colocar 9 bancas en la Cámara de Diputados y 1 Gobernador Departamental en el interior del país.

En 1996, para las elecciones municipales, el PEN se alía con el Partido Liberal Radical Auténtico (PLRA) y presentan a Martín Burt como candidato a la Municipalidad de Asunción, que gana los comicios.

Para las elecciones generales del 1998, también se conformó un acuerdo político con el Partido Liberal Radical Auténtico (PLRA), presentando como candidato a la presidencia a Domingo Laíno (PLRA) y como vicepresidente a Carlos Filizzola (PEN). 
A pesar de la derrota, esta dupla se posicionó segunda, y logró obtener un número importante de senadores y diputados.

En el año 1999, después de lo sucedido en el marzo paraguayo, el PEN participó del Gobierno de Unidad Nacional, donde importantes figuras del partido han pasado a conformar el Gabinete de Luis González Macchi, entre ellos:
- Guillermo Caballero Vargas (Asesor Económico)
- Silvio Ferreira (Ministro de Justicia y Trabajo)
- Euclides Acevedo (Ministro de Industria y Comercio)

La salida del PLRA del Gobierno de Unidad Nacional en el 2000, dejó al PEN en la incómoda situación de ser el único partido apoyando el gobierno de González Macchi, que ya estaba perdiendo credibilidad por problemas de corrupción y por la crisis económica.

La situación empeoró cuando un movimiento liderado por Carlos Filizzola decidió salir del partido y conformar el Partido País Solidario (PPS). 
Para el periodo 2003-2008, el PEN contaba con un solo miembro en el congreso paraguayo: Emilio Camacho.

### 2008-actualidad
Para las elecciones del 20 de abril de 2008, el PEN apoyó la candidatura de Fernando Lugo. 
En el periodo 2008-2013 contaba con 1 gobernación (la de Boquerón), 6 concejales departamentales, y para el periodo municipal 2010-2015 contaba con 2 intendencias, la de Teniente Primero Manuel Irala Fernández, Departamento de Presidente Hayes; y la del distrito de Fram, Departamento de Itapúa además 58 concejales municipales.
Para el período 2015-2020 contaba solo con 19 concejales municipales y ningún intendente.
Para las elecciones generales del 2013, el PEN se alejó del Frente Guasú, y se unió a la Alianza Paraguay Alegre, liderada por el Partido Liberal Radical Auténtico, además del Partido Democrático Progresista (PDP) y el Partido Social Demócrata (PSD), apoyando la candidatura de Efraín Alegre a la presidencia de la república.  Obtuvo dos diputados y un senador.
En las elecciones de 2018, demostró nuevamente su apoyo a la alianza opositora liderada por Alegre, la Gran Alianza Nacional Renovada (GANAR), que en esa ocasión presentaba a Leo Rubín del Frente Guasú (FG) como su compañero de chapa para la elección presidencial. Obtuvo dos diputados para el período 2018-2023, las cuales fueron Kattya González y Norma Camacho.
Para las elecciones generales de Paraguay de 2023, la diputada Kattya González presentó su candidatura a la presidencia del Paraguay por dentro de la Concertación Nacional para un Nuevo Paraguay, aunque luego desistió de su candidatura a la presidencia a favor de una candidatura al Senado, la cual resultó exitosa. A nivel legislativo, el PEN se presentó junto al Partido Hagamos del senador Patrick Kemper y el Movimiento Despertar de la otra presidenciable Soledad Núñez, en una alianza llamada Alianza Encuentro Nacional. En febrero de 2024, la mayoría de los legisladores del oficialista Partido Colorado lograron llevar adelante una moción de pérdida de investidura para expulsar del cuerpo a la senadora Kattya González. La maniobra fue criticada debido a que González es una de las figuras más prominentes de la oposición.

## Presidentes
| Período (años) | Nombre                     |
| -------------- | -------------------------- |
| 1991-1996      | Guillermo Caballero Vargas |
| 1996-1999      | Carlos Filizzola           |
| 1999-2002      | Euclides Acevedo           |
| 2002-2003      | Diego Abente Brun          |
| 2003           | Secundino Nuñez            |
| 2003-2006      | Luis Torales Kennedy       |
| 2006-2008      | Emilio Camacho Paredes     |
| 2008-2009      | José Burró                 |
| 2009-2023      | Fernando Camacho Paredes   |
| Actualidad     | Jose Luis Torales          |